# Pendule sphérique magnétique
En physique, un pendule sphérique magnétique est un pendule sphérique, soumis à un champ magnétique.
Il présente la particularité d'être gouverné par les mêmes équations que la toupie de Lagrange.

## Équations du mouvement
Ce sont les mêmes que celles du pendule sphérique, à condition d'y ajouter le terme {\displaystyle m.\Phi }, qui représente l'hamiltonien d'une masse magnétique dans le champ d'un monopôle. Les équations du mouvement sont ainsi intégrables.

## Réduction au problème de la toupie de Lagrange
A priori, les deux problèmes n'ont rien à voir ; néanmoins, via un changement d'unité de temps, on peut rendre les deux jeux d'équations identiques, ce qui signifie que leur comportement mécanique est similaire.